# Mezinárodní den prevence ničení životního prostředí v průběhu válek a ozbrojených konfliktů
Mezinárodní den prevence ničení životního prostředí v průběhu válek a ozbrojených konfliktů je připomínkový den OSN připadající každoročně na 6. listopadu. Tento mezinárodní den byl navržen a schválen Valným shromážděním OSN 5. listopadu 2001 během předsednictví generálního tajemníka Kofi Annana.
Generální tajemník Pan Ki-mun později napsal „Musíme použít všechny nástroje, které máme k dispozici, od dialogu a mediace až po preventivní diplomacii, abychom zabránili neudržitelnému vykořisťování přírodních zdrojů pro rozdmýchávání a financování ozbrojených konfliktů a destabilizaci křehkých základů míru.“